# إنريكو ألبرتو
إنريكو ألبرتو (بالفرنسية: Enrico Alberto)‏ (18 نوفمبر 1933 في بايسانا) لاعب كرة قدم فرنسي الجنسية إيطالي المولد معتزل كان يجيد اللعب في مركز حارس مرمى .
ساهم ألبرتو في احتلال نادي موناكو المركز الثاني في بطولة كأس فرنسا موسم 1959-1960 . وبعد انتقاله إلى نادي سوشو ساهم في احتلاله المركز الثاني في بطولة دوري الدرجة الأولى موسم 1960-1961 .

## روابط خارجية
- إنريكو ألبرتو على موقع قاعدة بيانات كرة القدم.إي يو (الإنجليزية)
- إنريكو ألبرتو على موقع عالم كرة القدم.نت (الإنجليزية)